# Neurophyseta flavirufalis
Neurophyseta flavirufalis là một loài bướm đêm trong họ Crambidae.